# 拳皇'97
《拳皇'97》是SNK开发的格斗游戏，也是拳皇系列的第四作。与前作《拳皇'95》和《拳皇'96》类似，本作最初在1997年于日本登陆Neo Geo的街机系统，并移植至包括Neo Geo AES和Neo Geo CD在内的Neo Geo家用机，随后十余年间以多种形式分别移植至PlayStation、世嘉土星、Game Boy、PlayStation 2、PlayStation Portable和Wii等平台在日本和欧美各地发行，同时在全球发行有iOS和Android版。幾年後，更推出了ACA版，為Nintendo Switch而設的複刻街機版。
本作是“大蛇篇”的第三作，亦是整部篇章的最後作。本作可谓歷來最受歡迎的一代，在日本創下週投幣率的纪錄，在中國大陸等地造成的影響力很大，至今仍未消散。當中作品的新人物大蛇隊的三人人氣極高，在後面的部分作品仍有特別追加登場。本作街機中依然能夠輸入特定密碼指令來使用隱藏人物，當中的頭目大蛇則只有小部分特別街機能成功使用。
此作的最新版《拳皇'97：全球對戰》推出Steam版與PlayStation Vita版。加强了網上對戰連綫，但不受歡迎。

## 剧情
本作剧情承接《拳皇'95》和《拳皇'96》，事件源於大蛇一族意圖復活他們的主、地球的意志之一「大蛇」，並令世界毀滅。本作中，一間大型機構舉辦賽事，依舊草薙京與兩名好友二階堂紅丸及大門五郎再度組隊參賽，神樂千鹤加入正在缺人的女性格鬥家隊，八神庵則因為曾經因大蛇之力暴走以沒有與任何人組隊參賽。而大賽中的新人矢吹真吾則在個人賽獲得勝利，而決賽則落敗。比賽結束期間，因為大蛇逐漸重生，令到八傑集後代蕾歐娜及八神家後代八神庵兩位擁有大蛇之血的人暴走，兩人被擊敗後恢復意識。八杰集剩下的四天王（火焰克里斯、荒電雪露咪、大地七枷社）力量覺醒並成功以克里斯為容器令大蛇暫時重生，並且開始進行世界再生。最終由三位三神器的後代（草薙京、八神庵、神樂千鶴）成功合力封印了大蛇及部分八傑集成員，大蛇篇故事至此暫告一段落。

## 角色
| 登場隊伍                    | 登場隊伍                                      | 登場隊伍                                      | 登場隊伍                                      |
| 隊名                        | 成員                                          | 成員                                          | 成員                                          |
| --------------------------- | --------------------------------------------- | --------------------------------------------- | --------------------------------------------- |
| 主人公隊                    | 草薙京                                        | 二阶堂红丸                                    | 大门五郎                                      |
| 新人隊                      | 七枷社                                        | 夏尔美                                        | 克里斯                                        |
| 餓狼傳說隊                  | 特瑞·博加德                                   | 安迪·博加德                                   | 东丈                                          |
| 龍虎之拳隊                  | 坂崎良                                        | 罗伯特·加西亚                                 | 坂崎百合                                      |
| 超能力戰士隊                | 麻宫雅典娜                                    | 椎拳崇                                        | 镇元斋                                        |
| 女性格鬥家隊                | 神乐千鹤                                      | 不知火舞                                      | 琼                                            |
| 怒隊                        | 莉安娜·哈迪兰                                 | 拉尔夫·琼斯                                   | 克拉克·史迪尔                                 |
| 跆拳道隊                    | 金家藩                                        | 陈国汉                                        | 蔡宝奇                                        |
| 97特别隊                    | 山崎龙二                                      | 布鲁・玛丽                                    | 比利・凯恩                                    |
| 專用人物                    | 八神庵 矢吹真吾                               | 八神庵 矢吹真吾                               | 八神庵 矢吹真吾                               |
| 中BOSS                      | 月之夜大蛇之血狂疯庵 暗之中大蛇之血觉醒莉安娜 | 月之夜大蛇之血狂疯庵 暗之中大蛇之血觉醒莉安娜 | 月之夜大蛇之血狂疯庵 暗之中大蛇之血觉醒莉安娜 |
| 大BOSS                      | 干枯大地七枷社                                | 荒狂电光夏尔美                                | 炎之宿命克里斯                                |
| 最終BOSS（家用版 追加人物） | 大蛇                                          | 大蛇                                          | 大蛇                                          |
| 特殊亂入                    | 八神庵（條件）                                | 八神庵（條件）                                | 八神庵（條件）                                |
| 三神器隊                    | 草薙京                                        | 八神庵                                        | 神樂千鶴                                      |
| 隱藏人物                    | '94草薙京                                     | '94草薙京                                     | '94草薙京                                     |